# كأس الاتحاد الإنجليزي 1913–14
كأس الاتحاد الإنجليزي 1913–14 (بالإنجليزية: 1913–14 FA Cup)‏ هو الموسم 43 من  كأس الاتحاد الإنجليزي. أقيم بتاريخ 13 سبتمبر 1913، والذي يشرف على تنظيمه الاتحاد الإنجليزي لكرة القدم، وكان عدد الأندية المشاركة فيه  64، وفاز فيه نادي بيرنلي.